# Vărzilkovți, Veliko Tărnovo
Vărzilkovți (în bulgară Вързилковци) este un sat în comuna Elena, regiunea Veliko Tărnovo,  Bulgaria. 

## Demografie
Componența etnică a satului Vărzilkovți
     Bulgari (41,17%)
     Romi (58,82%)
     Nicio identificare (0%)
     Altele (0%)
La recensământul din 2011, populația satului Vărzilkovți era de 17 locuitori. Din punct de vedere etnic, majoritatea locuitorilor (58,82%) erau romi, cu o minoritate de bulgari (41,17%). Pentru 0,0% din locuitori nu este cunoscută apartenența etnică.